# Ghazzeh
Ghazzeh (en árabe غزة) es una localidad del Distrito occidental de Becá, Gobernación de Becá, Líbano. Ghazzeh se encuentra a 39 km de Beirut y a 21 km de Zahlé, capital de la Gobernación de Beca.

## Etimología
Hay varias interpretaciones para el nombre de este pueblo. Una deriva de la palabra aramea gazze, que significa "tesoros" o "ahorro" y la otra se deriva de la palabra gezze, en referencia a la lana de las ovejas. La población de Ghazzeh se estima en 6.150 personas, siendo la mayoría de estas personas, musulmanes sunitas. Ghazze se caracteriza por un alto porcentaje de emigrantes esparcidos fuera del Líbano (60%), principalmente en Venezuela, Brasil y los países del Golfo Arábigo.
El pueblo de Ghazzeh cuenta con una alcaldía compuesta por un Consejo Municipal de quince miembros, de los cuales se elige el Alcalde del Pueblo. Asimismo, el pueblo cuenta con cuatro Jefes Civiles (Mokhtar). Hay un gran número de pequeñas tiendas en el pueblo, que prevén las necesidades del pueblo en sí, así como para las necesidades de los pueblos cercanos. Además, hay tres aserraderos y ocho herreros. Existe una cooperativa agrícola en Ghazzeh que ayuda a los agricultores. Las entradas de capital de los emigrantes que han dejado el pueblo para vivir en el extranjero también ayuda a muchas familias.